# Valtournenche
Valtournenche egy  község Olaszországban, Valle d’Aosta régióban.

## Elhelyezkedése

Valtournenche község Valle d'Aosta térképén

Aostától 26,5 km-re található.

## Turizmus
Valtournenche kedvelt alpesi üdülőhely, elsősorban az alpesi sí rajongói körében. Felvonói összeköttetést biztosítanak a szomszédos Zermattal (Svájc) és a Plateau Rosa gleccserrel is.